# Adonis Ray
Adonis Thomas Ray (ur. 4 sierpnia 1944 w Takoradi) – ghański bokser, medalista mistrzostw Afryki i igrzysk Imperium Brytyjskiego i Wspólnoty Brytyjskiej, olimpijczyk.

## Kariera sportowa
Zdobył srebrny medal w wadze ciężkiej (powyżej 81 kg) na mistrzostwach Afryki w 1966 w Lagos (w finale pokonał go Egipcjanin Talaat Dahshan). Na igrzyskach Imperium Brytyjskiego i Wspólnoty Brytyjskiej w 1966 w Kingston wywalczył srebrny medal w tej kategorii wagowej, przegrywając w finale z Nowozelandczykiem Billem Kinim. 
Zdobył srebrny medal w kategorii ciężkiej na mistrzostwach Afryki w 1968 w Lusace, ponownie przegrywając w finale z Dashanem. Wystąpił w tej wadze na igrzyskach olimpijskich w 1968 w Meksyku, gdzie w pierwszej walce pokonał go Meksykanin Joaquín Rocha, który później wywalczył brązowy medal.